# Bataille de Cherchell (1665)
La bataille de Cherchell est une bataille navale livrée le 24 août 1665, devant Cherchell, en Algérie. Une flotte française de 9 vaisseaux et de deux brûlots commandée par le duc de Beaufort et le chevalier Paul, y défait une escadre ottomane de cinq vaisseaux. Trois bâtiments barbaresques, dont le navire-amiral le Pots-de-Fleurs, sont coulés.

## Les navires de l'escadre française
- Le Saint-Philippe, vaisseau de ligne de 82 canons, capitaine Mathurin Gabaret
- Le Dauphin, 54 canons, Damien de Martel
- La Royale, 56 canons, chevalier Paul
- La Reine, 60 canons, Hector des Ardens
- La Perle, 34 canons, Kerjean-Lesmoual
- Le Jules, 24 canons, Bouillon
- L'Hercule, 36 canons, de Verdille
- Notre-Dame, 28 canons, Giraudrière
- Le Saint Antoine de Padoue, brûlot, 16 canons, de Cou
- La Sainte Anne, 12 canons

## Les navires de l'escadre algérienne
- Pots-de-Fleurs, navire amiral, 30 canons
- Hillel, 33 canons
- Chems, 33 canons
- Cheval Blanc, 30 canons
- Nekhla, 22 canons

## Sources
- Michel Vergé-Franceschi (dir.), Dictionnaire d'Histoire maritime, éditions Robert Laffont, coll. « Bouquins », 2002
- Guy Le Moing, Les 600 plus grandes batailles navales de l'Histoire, Marines Éditions, mai 2011, 620 p. (ISBN 978-2-35743-077-8 et 2-35743-077-X)
- Charles de La Roncière et G. Clerc-Rampal, Histoire de la Marine Française, Paris, Librairie Larousse, 1934